# Rhene
Rhene (лат. , от др.-греч. Ῥήνη, Рена, наложница Оилея) — род аранеоморфных пауков из подсемейства Dendryphantinae в семействе пауков-скакунов (Salticidae). Представители этого рода встречаются в Азии, Африке и Южной Америке.
Первоначально род был назван Кохом Rhanis, позже Торелл сменил название на Rhene, чтобы не возникало путаницы с родом жуков Rhanis.

## Виды
- Rhene albigera (C. L. Koch, 1846) — от Индии до Кореи, Суматра
- Rhene atrata (Karsch, 1881) — Россия, Китай, Корея, Тайвань, Япония
- Rhene banksi Peckham & Peckham, 1902 — Южная Африка
- Rhene biembolusa Song & Chai, 1991 — Китай
- Rhene biguttata Peckham & Peckham, 1903 — Южная Африка
- Rhene brevipes (Thorell, 1891) — Суматра
- Rhene bufo (Doleschall, 1859) — от Мьянмы до Суматры
- Rhene callida Peckham & Peckham, 1895 — Индия
- Rhene callosa (Peckham & Peckham, 1895) — Индия
- Rhene cancer Wesolowska & Cumming, 2008 — Зимбабве
- Rhene candida Fox, 1937 — Китай
- Rhene capensis Strand, 1909 — Южная Африка
- Rhene cooperi Lessert, 1925 — Южная Африка
- Rhene curta Wesolowska & Tomasiewicz, 2008 — Эфиопия
- Rhene daitarensis Prószyński, 1992 — Индия
- Rhene danieli Tikader, 1973 — Индия
- Rhene darjeelingiana Prószyński, 1992 — Индия
- Rhene decorata Tikader, 1977 — Индия
- Rhene digitata Peng & Li, 2008 — Китай
- Rhene facilis Wesolowska & Russell-Smith, 2000 — Танзания
- Rhene flavicomans Simon, 1902 — Индия, Бутан, Шри-Ланка
- Rhene flavigera (C. L. Koch, 1846) — Китай, от Вьетнама до Суматры typus
- Rhene foai Simon, 1902 — Южная Африка
- Rhene formosa Rollard & Wesolowska, 2002 — Гвиана
- Rhene habahumpa Barrion & Litsinger, 1995 — Филиппинские острова
- Rhene haldanei Gajbe, 2004 — Индия
- Rhene hinlalakea Barrion & Litsinger, 1995 — Филиппинские острова
- Rhene hirsuta (Thorell, 1877) — Сулавеси
- Rhene indica Tikader, 1973 — Индия, Андаманские острова, Китай
- Rhene ipis Fox, 1937 — Китай
- Rhene jelskii (Taczanowski, 1871) — Перу, Куба
- Rhene khandalaensis Tikader, 1977 — Индия
- Rhene lesserti Berland & Millot, 1941 — Сенегал
- Rhene leucomelas (Thorell, 1891) — Филиппинские острова
- Rhene machadoi Berland & Millot, 1941 — Гвинея
- Rhene margarops (Thorell, 1877) —Сулавеси
- Rhene modesta Caporiacco, 1941 — Эфиопия
- Rhene mordax (Thorell, 1890) — Ява
- Rhene mus (Simon, 1889) — Индия
- Rhene myunghwani Kim, 1996 — Корея
- Rhene nigrita (C. L. Koch, 1846) — Индонезия
- Rhene obscura Wesolowska & van Harten, 2007 — Йемен
- Rhene pantharae Biswas & Biswas, 1992 — Индия
- Rhene parvula Caporiacco, 1939 — Эфиопия
- Rhene phuntsholingensis Jastrzebski, 1997 — Бутан, Непал
- Rhene plana (Schenkel, 1936) — Китай
- Rhene rubrigera (Thorell, 1887) — от Индии до Китая, Суматра, Гавайские острова
- Rhene saeva (Giebel, 1863) — Ява
- Rhene sanghrakshiti Gajbe, 2004 — Индия
- Rhene setipes Zabka, 1985 — Китай, Вьетнам, острова Рюкю
- Rhene spuridens Strand, 1907 — Ява
- Rhene sulfurea (Simon, 1885) — Сенегал
- Rhene triapophyses Peng, 1995 — Китай